# Ђентиле Белини
Ђентиле Белини (итал. Gentile Bellini) ( Венеција, око 1429 — Венеција, око 23. фебруара 1507) био је венецијански ренесансни сликар и члан оснивачке породице, Белини, венецијанског стила сликарства. Најпознатији је по портретима и урбаним пејзажима из Венеције.
Његов учитељ је био његов отац, Јакопо Белини, сликар који је увео ренесансне преокупације и мотиве у Венецију. На почетку каријере Ђентиле је радио са својим оцем Јакопом и братом Ђованијем.